# Dario Alioto
Dario Alioto (Palermo, 18 luglio 1984) è un giocatore di poker italiano.

## Biografia
Soprannominato "Ryu" il suo primo grande risultato lo ottiene nel settembre 2005, quando arriva settimo al main event dell'EPT di Barcellona dopo essersi qualificato con un satellite online. Dopo questa affermazione comincia a calarsi ai tavoli cash giocando al suo gioco preferito: il Pot Limit Omaha. Comincia così a farsi conoscere nell'ambiente del poker online, diventando in breve uno dei migliori giocatori italiani.
Vince un braccialetto delle World Series of Poker alle WSOP Europe 2007 nel £5.000 Pot Limit Omaha.
Alle World Series of Poker 2008 arriva al tavolo finale nell'evento #34 $1500 Pot Limit Omaha, chiudendo al quarto posto e vincendo $180.534. Alle World Series of Poker 2009 all'evento #5 $1.500 Pot Limit Omaha (il più grande torneo come numero di partecipanti di PLO della storiaa suo tempo) arriva al tavolo finale, uscendo al settimo posto e vincendo $29.881. Nell'evento #42 ($2.500 Mixed Event) arriva ancora al tavolo finale: chiude all'ottavo posto vincendo $25.860.
Nell'ottobre 2009 vince il torneo £1.000 Pot Limit Omaha Hi/Lo, "side event" della tappa londinese dell'European Poker Tour. Nel dicembre 2010 vince un altro "side event" di una tappa EPT (€ 1.000 No Limit Hold'em/Pot Limit Omaha, Praga).
Capitano dell'Italia negli ultimi tre anni alla Nation's Cup (il Campionato Europeo di poker a squadre), conquista il secondo posto nel 2008 e il nono nel 2009; nel 2010 chiude ancora una volta al secondo posto dietro la Finlandia di Juha Helppi.
Proprio nell'Omaha Alioto è il giocatore con il miglior record alle World Series of Poker nel periodo 2007-2009, avendo vinto un braccialetto, conquistato 3 tavoli finali e un totale di sei piazzamenti a premio. Al Settembre 2013 figura al quarto posto nella All Time WSOP Omaha Money List (la classifica di giocatori più vincenti di tutti i tempi nell'Omaha alle WSOP). Quella rimane la sua ultima partecipazione alle Wsop di Las Vegas, che diserterà negli anni a seguire per motivi fiscali e di opportunità.
Tra i suoi record più significativi: è stato il primo italiano (fatta eccezione per l'italo australiano Jeff Lisandro) a disputare un tavolo finale sia all'EPT sia alle WSOP; è l'italiano più giovane ad aver vinto un titolo WSOP.  
Alle WSOP 2011 è stato l'italiano che ha conquistato la cifra più alta in vincite.  
Risulta inoltre al 3° posto nella Wsop Omaha All time money list dopo quella edizione [30] e vi permane fino al 2013, ultimo anno di partecipazione prima di una lunghissima decennale da questa manifestazione.  
A maggio 2011 vince il titolo di Giocatore dell'Anno nella categoria Omaha agli EPT Poker Awards; si piazza al secondo posto tra i giocatori di Mixed Game dietro a Matthew Ashton.
Nel Gennaio 2015 lascia la carriera professionistica, per un paio d'anni gioca poco o niente, ma dal 2017 in poi torna a frequentare con una certa regolarità i tornei delle WSOP Europe, dove partecipa ad altre quattro edizioni (2017,2018, 2021 e 2022) riuscendo a inanellare cinque piazzamenti nella Top 10 e svariati piazzamenti a premio.
Specialmente nell'edizione del 2022, con tre piazzamenti nella Top 10 risulta il secondo miglior giocatore dell'edizione, tali risultati da soli, gli permettono di posizionarsi all' undicesimo posto per piazzamenti nella Top 10 alle Wsop 2022 pur non avendo partecipato agli eventi di Las Vegas.
Nello specifico si classifica al 4º posto vincendo 28.162 € all'evento € 2,000 Pot Limit Omaha (Bracelet Event #4).
Al € 2,000 Eight-Game Mix (Bracelet Event #10) si piazza al 5º posto vincendo 11.266 €.
Si piazza invece al 10º posto al € 1,650 No Limit Hold'em/Pot-Limit Omaha (Bracelet Event #13).
Grazie ai risultati di questa edizione supera il milione di $ di vincite in carriera in tornei Wsop di Omaha, tutti ottenuti in eventi dai 10.000$ in giù.
Nel Maggio 2023 inanella una serie positiva di risultati agli eventi di Omaha del WPT Prime di Bratislava rischiando di vincere tutti e tre gli eventi in programma. Dopo essersi qualificato in quinta posizione al 3.000 € Highroller, si qualifica tramite un satellite al 5.000 € Super Highroller e lo vince per un premio di 52.000 € . Vince anche l'evento seguente, il Main Event di Omaha da 500 € allungando la striscia positiva. Dopo una pausa dal gioco lunga tutta l'estate, rientra in gioco il 6 settembre al € 225 PLO al Coolbet Open di Bratislava, completando la striscia positiva di tre vittorie consecutive su tre partecipazioni a tornei, senza mai fare deal. Quello che potrebbe essere un record mondiale, ma in assenza di database ufficiali creati a tale scopo, non è possibile trovare un riscontro definitivo e univoco [24] .
Nello stesso anno, alle Wsop Europe, sfiora la vittoria di un secondo braccialetto classificandosi al 2° posto al torneo all' Evento #4  € 2000 PLO [25], nella stessa manifestazione vince un side event da € 1100 inanellando la quarta vittoria dell'annata. [26]
Dopo l'edizione del Wsop Europe 2023, si è riconfermato per la sedicesima edizione di fila il giocatore italiano con i migliori risultati in tale manifestazione, con 1 Braccialetto, sette piazzamenti nella Top 10 e un totale di 15 piazzamenti a premio. Figurando fin lì come il secondo migliore italiano in assoluto nella storia delle Wsop con 1 Braccialetto, 14 piazzamenti nella Top 10 e un totale di 39 piazzamenti a premi.
A Dicembre chiude in bellezza l'annata con altri tre tavoli finali all EPT di Praga, un 7° posto al € 1100 PLO8, un 3° posto al € 1100 PLO e sfiorando la vittoria con un 2° posto al € 5200 Mixed 8 Games [26] .
Nell'Aprile 2024 vince il suo primo titolo al The Big Wrap nel € 2.000 PLO [27] .
Alle Wsop 2024 di Las Vegas torna a giocare dopo dieci anni di assenza dalla manifestazione e si distingue con otto ITM, tra cui un 16° posto al $ 10.000 HORSE World Championship, un 13° posto al $ 1.500 NLH/PLO Bomb Pot e un 6° posto allo Stud High-Low World Championship [28]  . 
Alle Wsop Europe dello stesso anno, tra diversi piazzamenti a premio risalta il 2° posto al € 10.000 PLO Highroller [29].
Il 2025 parte molto positivamente al Diamond Poker Series di Tirana, tornei di PLO Highrollers con quattro ITM, tra cui un 6° posto al € 2.200 PLO5 Bounty e vince il trofeo al € 25.500 PLO [30]. 
Al Marzo 2025 nel suo parlmares di tornei ufficiali risultano 11 vittorie e 27 podi [31]; 15 piazzamenti nella top 10 alle Wsop [32].